# Trofee van de Alpen

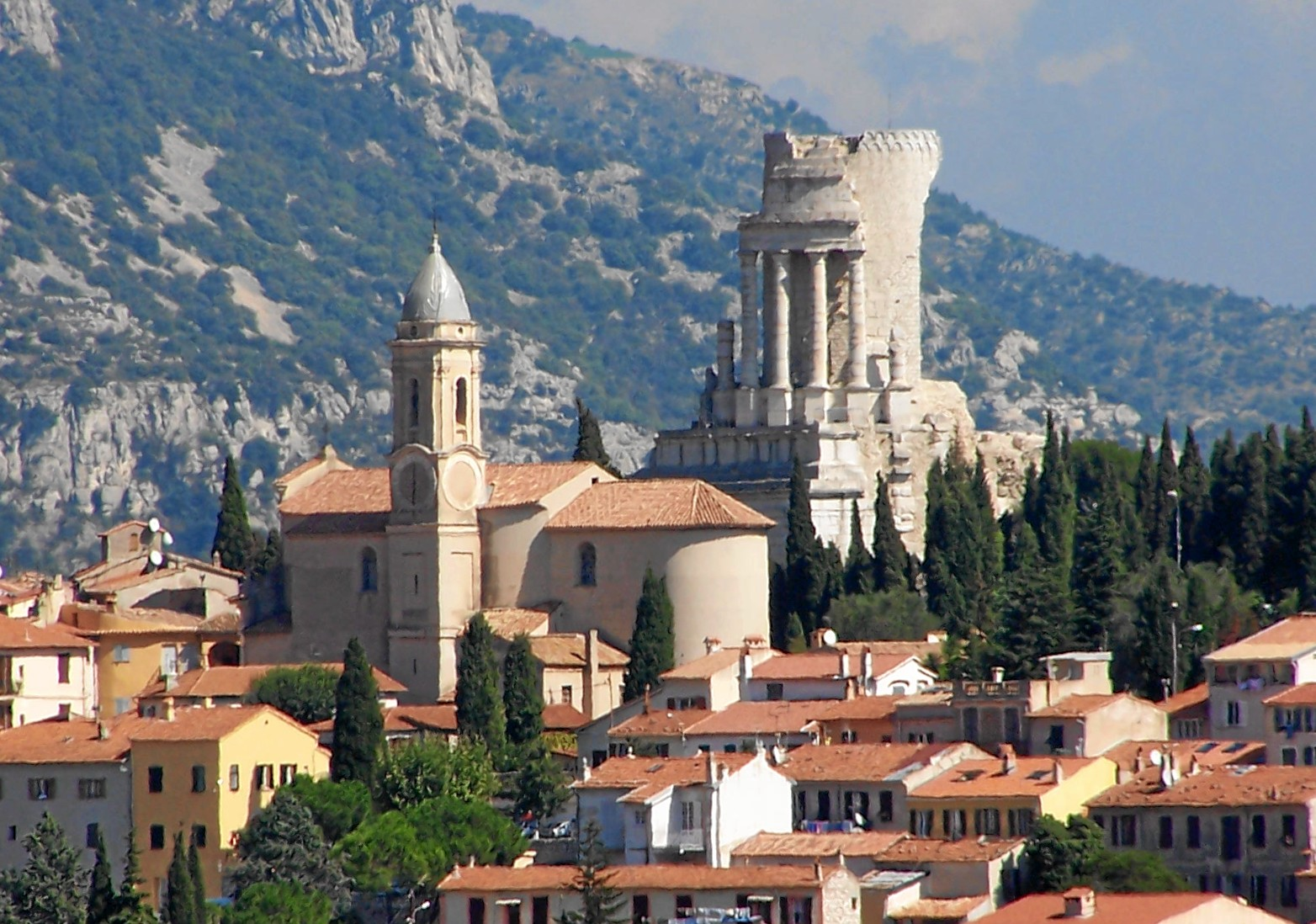
De Trofee van de Alpen.

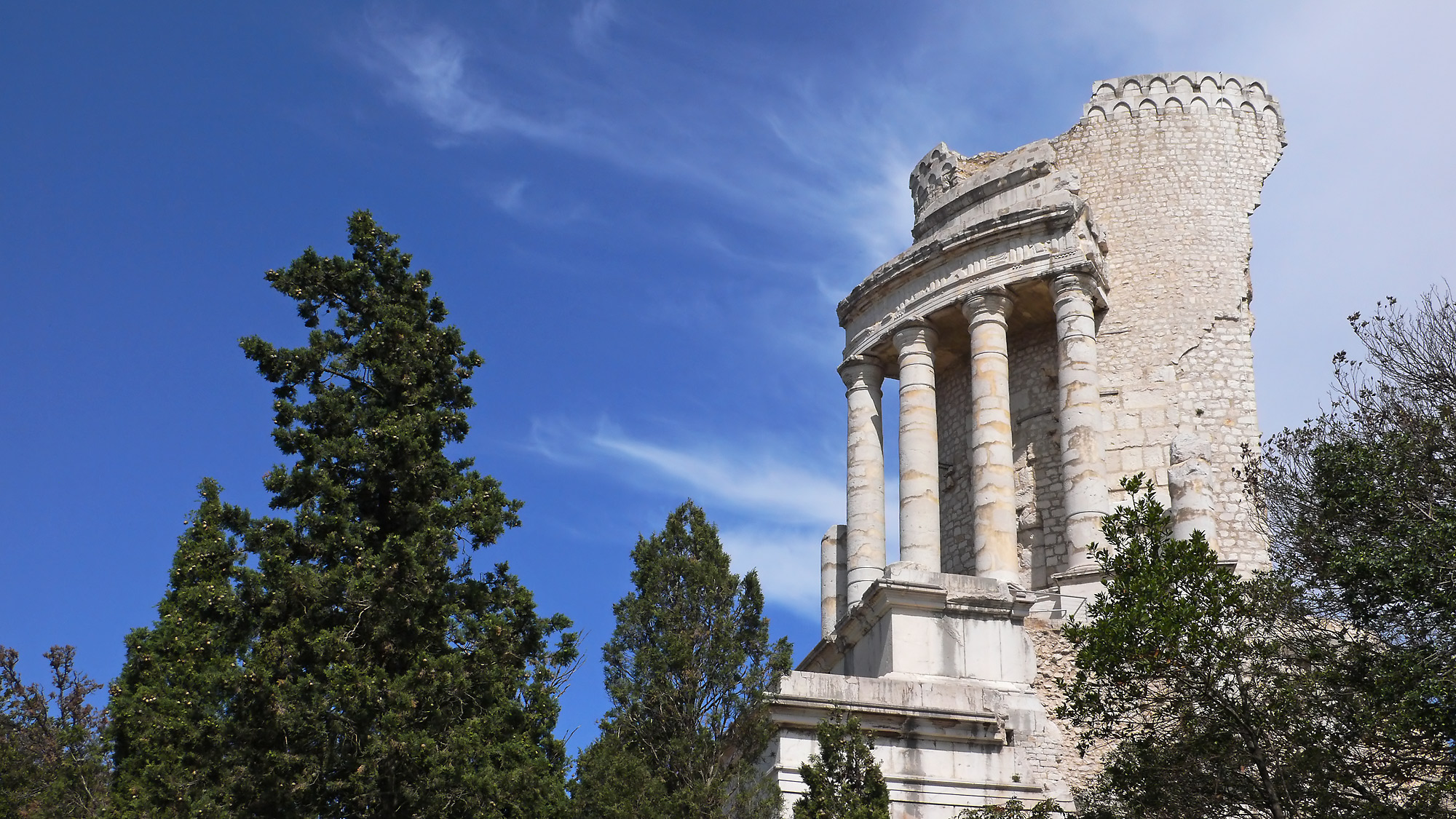
De Trofee van de Alpen van dichtbij.

De Trofee van de Alpen (Latijn: Tropaeum Augusti of Tropaeum Alpium) is een Romeins bouwwerk in de Franse gemeente La Turbie van het departement Alpes-Maritimes in het gebergte van de Zee-Alpen.

## Geschiedenis
De trofee is een groot gedenkteken, in 7-6 v.Chr. voltooid, dat werd opgericht ter ere van keizer
Augustus, nadat door veldtochten in de Alpen 46 volkeren (bergstammen) werden onderworpen.
De inscriptie op het monument is beschreven door Plinius de Oudere in zijn Naturalis Historia:
Aan de keizer, zoon van de goddelijke Caesar, Augustus. Hogepriester, opperbevelhebber voor de 14e maal, houder van de tribunale macht voor de 17e maal, [wijdden] de Senaat en het Volk van Rome [dit gedenkteken], omdat onder zijn leiding alle volkeren in de Alpen, van de Tyrreense Zee tot de Adriatische Zee, onder de heerschappij van Rome werd gebracht. De overwonnen Alpenvolkeren zijn: (Er volgt een lijst met 46 volkeren, waaronder Triumpilini, Camuni, Vennonetes). 
Doordat de volkeren in de Alpen onder één bestuur kwamen werd het mogelijk om de belangrijke weg Via Julia Augusta aan te leggen, die aansloot op de Via Aurelia.

## Het gedenkteken
Het monument bestond uit vier delen. De onderste laag was een grote vierkante voet gebouwd van stenen. Op de tweede etage stonden 24 Toscaanse zuilen in een cirkel, waarop een gespitste overkoepeling stond. Hier boven op stond een groot standbeeld van Augustus. De totale hoogte van het monument was ongeveer 50 meter. Het bouwwerk werd namelijk verwoest, maar is voor een gedeelte weer gerestaureerd.